# Wishing (Will Make It So)
Wishing (Will Make It So) ist ein Lied aus dem Soundtrack des Films Ruhelose Liebe (Love Affair) aus dem Jahr 1939. Komponiert und getextet wurde der Song von Buddy DeSylva. Gesungen wird er im Film sowohl von Vera Lynn (begleitet vom Ambrose Orchestra), als auch von Kindern, die von der gelähmten Protagonistin des Films, dargestellt von Irene Dunne, angeleitet werden. Der Text des Liedes, der beschwört, dass alles wahr werden könne, wenn man nur fest genug daran glaube („Wishing will make it so […] Dreamers tell us dreams come true“, deutsch: Wünsche gehen in Erfüllung […] Träumer sagen uns, dass Träume wahr werden), stellt auch auf die Situation der Filmfigur ab. Das Stück wurde alsbald von den meisten großen Unterhaltungsorchestern der USA in ihr Repertoire aufgenommen, wie es seinerzeit mit nahezu allen populären Filmsongs geschah.
1940 war Wishing (Will Make It So) in der Kategorie „Bester Song“ für einen Oscar nominiert. Die Auszeichnung ging jedoch an Harold Arlen für sein Lied Over the Rainbow aus dem Musicalfilm Das zauberhafte Land (The Wizard of Oz).  

## Coverversionen
Glenn Miller und sein Orchester spielten den Song noch im selben Jahr ein. Der kurz zuvor von dem Bandleader Harry James als Leadsänger für seine Big Band engagierte Frank Sinatra sang das Lied bei seinem ersten Konzertauftritt am 30. Juni 1939 im Hippodrome Theater in Baltimore.

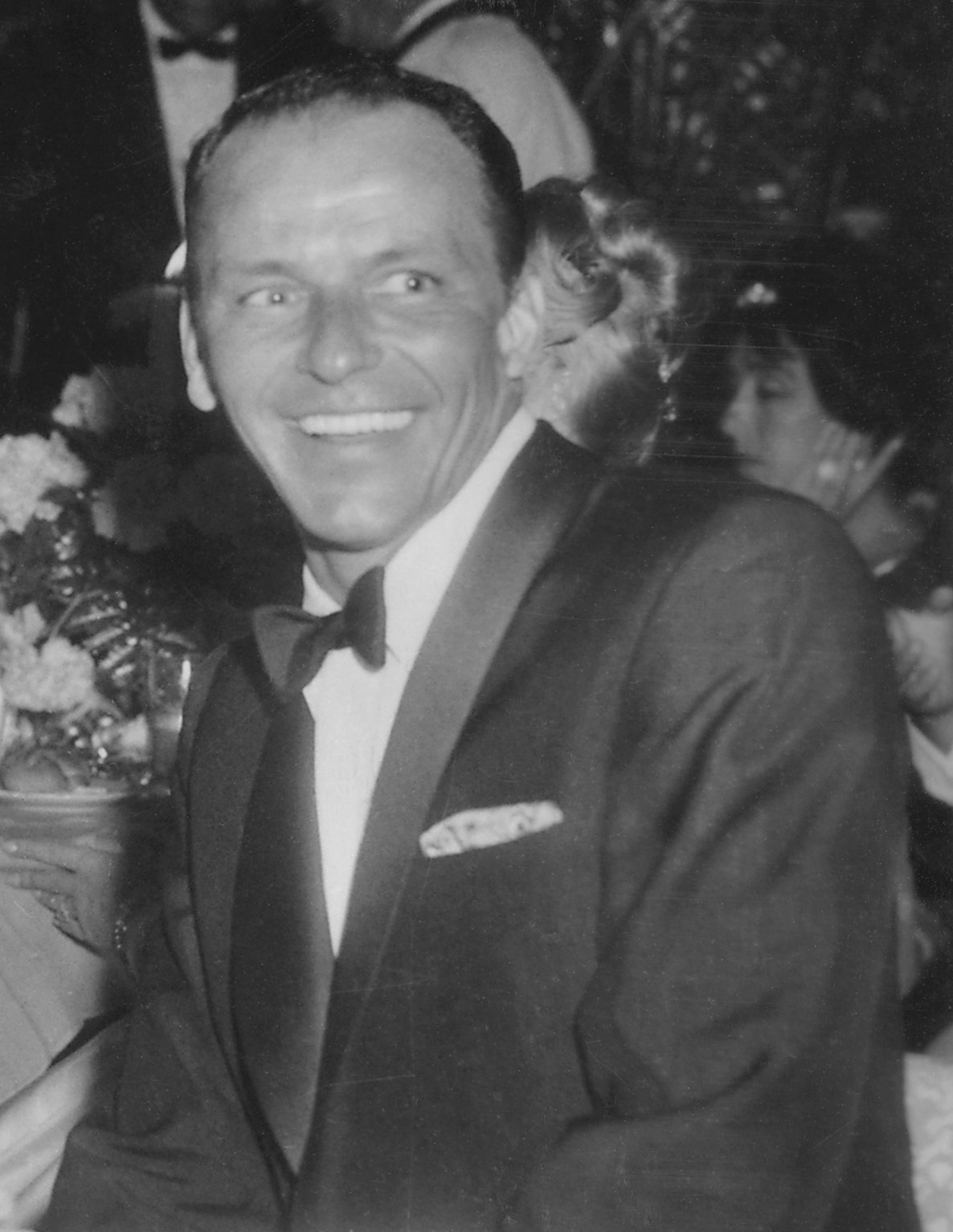
Frank Sinatra, der das Lied bei seinem allerersten Auftritt sang

1963 war Buddy Holly mit Wishing elf Wochen in den britischen Singlecharts und „RYM 45 of 1963“.
Bei den 100 Top Songs des Jahres 1939 steht Wishing (Will Make It So) mit 172 Punkten (von möglichen 200) auf Platz sechs.
Der Jazz-Diskograph Tom Lord listet 26 Coverversionen des Titels im Bereich des Jazz, u. a. auch von Ruby Braff, Carroll Gibbons and His Savoy Hotel Orpheans (Columbia), Irving Fields (RCA Victor), Connie Boswell (Decca), Larry Green (RCA Victor) und Russ Morgan (Decca).